# Djamaâ El-Djazaïr
Ne doit pas être confondu avec Djamâa El Kebir.
Djamaâ El-Djazaïr (en arabe : جامع الجزائر) ou la « grande mosquée d'Alger », est une grande mosquée située à Alger, en Algérie. La mosquée est achevée en avril 2019. Elle est la plus grande mosquée d'Afrique et la troisième plus grande mosquée du monde après celles de Médine et de La Mecque.
Djamaâ El-Djazaïr est dotée d'une salle de prière (salat) d'une superficie de 20 000 m2, pouvant accueillir 120 000 fidèles. La nef centrale de cette salle est entourée de colonnades, à l'est se trouve le mihrab, réalisé en marbre blanc, la salle est surmontée d'une coupole d'un diamètre de 50 mètres, culminant à une hauteur de 70 mètres. Le minaret est le plus haut minaret du monde, d'une hauteur de 265 mètres avec une plateforme d'observation au sommet pour que les visiteurs profitent de la vue panoramique sur la baie d'Alger.
La mosquée abrite également une grande école coranique, une bibliothèque, un amphithéâtre, un musée et plusieurs espaces de loisirs.
Officiellement inaugurée le 25 février 2024, son recteur actuel est le cheikh Mohamed Mamoune El Kacimi El Hassini.

## Historique
Le projet de doter Alger, la capitale, d'une grande mosquée est présenté comme une initiative de l'ancien président algérien Abdelaziz Bouteflika, pour marquer ses mandats présidentiels.
Le groupement allemand qui a conçu Djamaâ El Djazaïr est formé par les deux bureaux d'études allemands nommés « KSP Jürgen Engel Architekten (de) » et « Krebs und Kiefer » jusqu'à 2016. Ce groupement d'études allemand a remporté le concours international d'architecture pour ce projet en janvier 2008 avant que la signature du contrat ne se fasse en juillet 2008 pour la maîtrise d'œuvre en présence de la chancelière allemande Angela Merkel.
La mission inclut les études de conception générale et d'exécution pour tous les corps d'état ainsi que le suivi et contrôle des travaux de réalisation de Djamaâ El Djazaïr. L'équipe de conception se composait de plus de 100 architectes et ingénieurs. En 2007, la société d'ingénierie-construction Dessau-Soprin a obtenu le contrat de gestion de ce projet.
C'est l'entreprise chinoise China State Construction Engineering (CSCEC) qui a été chargée de la réalisation de la Mosquée El Djazaïr. Les premières opérations de coulage des fondations en béton ont commencé le 16 août 2012, après une cérémonie de lancement des travaux. La construction devait générer 17 000 emplois entre travailleurs chinois (10 000) et algériens (7 000).
Le bureau d'études français Socotec s'est ensuite joint au projet de cette mosquée. Le bureau d’études français Egis qui a assuré le suivi de la réalisation de cette mosquée depuis février 2016 pour la vérification des plans complémentaires que fait l’entreprise China State Construction Engineering (CSCEC).
Djamaâ El Djazaïr est financée par l'État algérien pour un budget initial de 1 milliard d'euros, soit environ 1,5 milliard de dollars. Le coût officiel de la mosquée est de 898 millions d'euros ou près de deux milliards de dollars. La construction a duré sept ans.
La construction a été critiquée pour son aspect monumental et pour ses coûtsdispendieux. Malgré certaines critiques, l'inauguration ainsi que la première prière au sein de cette mosquée attirent une foule nombreuses de fidèles algériens.

## Inauguration
Bien que partiellement ouverte depuis quelques années, l'inauguration officielle de la mosquée a lieu le 25 février 2024 sous la présidence d'Abdelmadjid Tebboune et en présence de plusieurs ministres tels que Youcef Belmehdi, ministre des Affaires religieuses et des Wakfs.
De nombreux savants musulmans du monde entier prennent part à l'inauguration, notamment Shawki Allam, grand mufti d'Égypte, Salim Hitimana, grand mufti du Rwanda ainsi que le célèbre savant mauritanien Mohamed El Hassan Ould Dedew.
Chems-Eddine Hafiz, recteur de la Grande mosquée de Paris, est également présent.

## Description
Djamaâ El Djazaïr est lors de son inauguration la troisième plus grande mosquée du monde, après celles du Masjid al-Haram à La Mecque et du Masjid al-Nabawi à Médine. Djamaâ el Djazaïr est situé à 10 kilomètres à l'est d'Alger et à un kilomètre de la mer Méditerranée. Localisée dans la commune de Mohammadia. Le lieu-dit est encore appelé "La vigerie".
C'est le décret no 13-377 du 9 novembre 2013, portant Statut de la Mosquée, qui charge l'État algérien de la maintenance, de la restauration, de l'hygiène, du gardiennage et de l'équipement de Djamaâ El Djazaïr, ainsi que de toutes autres charges afférentes.
Elle peut accueillir 120 000 fidèles et est dotée d'un minaret de 265 m de hauteur, ce qui en fait le plus grand du monde. Elle comprend plusieurs bâtiments indépendants, disposés sur un terrain d’environ 20 hectares avec une surface brute de plus de 400 000 m2, à Mohammadia, à l'est de la capitale, en face de la baie d'Alger.
La mosquée est dotée d'une bibliothèque de 2 000 places, d'un centre de recherches sur l'histoire de l'Algérie, d'un musée d'art et d'histoire islamiques, d'une salle de conférences, d'un parking de 6 000 véhicules. Ce parking couvert, sur deux niveaux, se trouve au sous-sol de l'esplanade. Elle abrite une esplanade et compte plusieurs jardins. En outre on peut relever la présence d'un amphithéâtre, d'un hôtel de 300 chambres, de plusieurs salles de séminaires, des espaces scientifiques, un centre commercial, des restaurants, un parc de loisirs et plusieurs bâtiments administratifs.
La mosquée est dotée d'un centre culturel de 1 500 places. D’une superficie de l'ordre de 8 000 m2, ce centre culturel comprend un hall d'exposition, une bibliothèque, une médiathèque, une vidéothèque, une filmothèque, deux amphithéâtres, un amphithéâtre de 500 places avec salle de projection, une salle de travail d'une capacité d’accueil de 30 à 50 personnes, des espaces de projection, des ateliers d'art, un pôle informatique, une  administration pour la gestion du centre culturel et une cafétéria.
La mosquée abrite une maison du Coran de 300 places. La maison du Coran (Dar al-Quran) ou « École du Coran » permet à 300 étudiants, algériens ou étrangers, d'approfondir leurs connaissances de l'Islam et de la culture islamique. Cette école coranique est un bâtiment à colonnades comprenant des salles de classe, des salles de réunions à côté d'une cour.
Cette école coranique, lieu d’enseignement supérieur, peut accueillir des étudiants post-gradués en sciences islamiques et en sciences humaines et comprend des salles de cours, une salle multimédia, une salle de conférence, un internat avec dépendance en chambre double et des bureaux d'administration. Des hébergements pour les étudiants et les professeurs sont également prévus, donnant une atmosphère de campus universitaire au sud de la Grande Mosquée.

## Architecture
L'architecture de la mosquée est de géométrie carrée alliant les styles modernes et le traditionnels. Elle évoque le type le plus ancien des mosquées, la mosquée à colonnades qui s'ouvrent vers le haut comme une fleur tout en offrant un espace pour des conduits techniques.

### Décoration

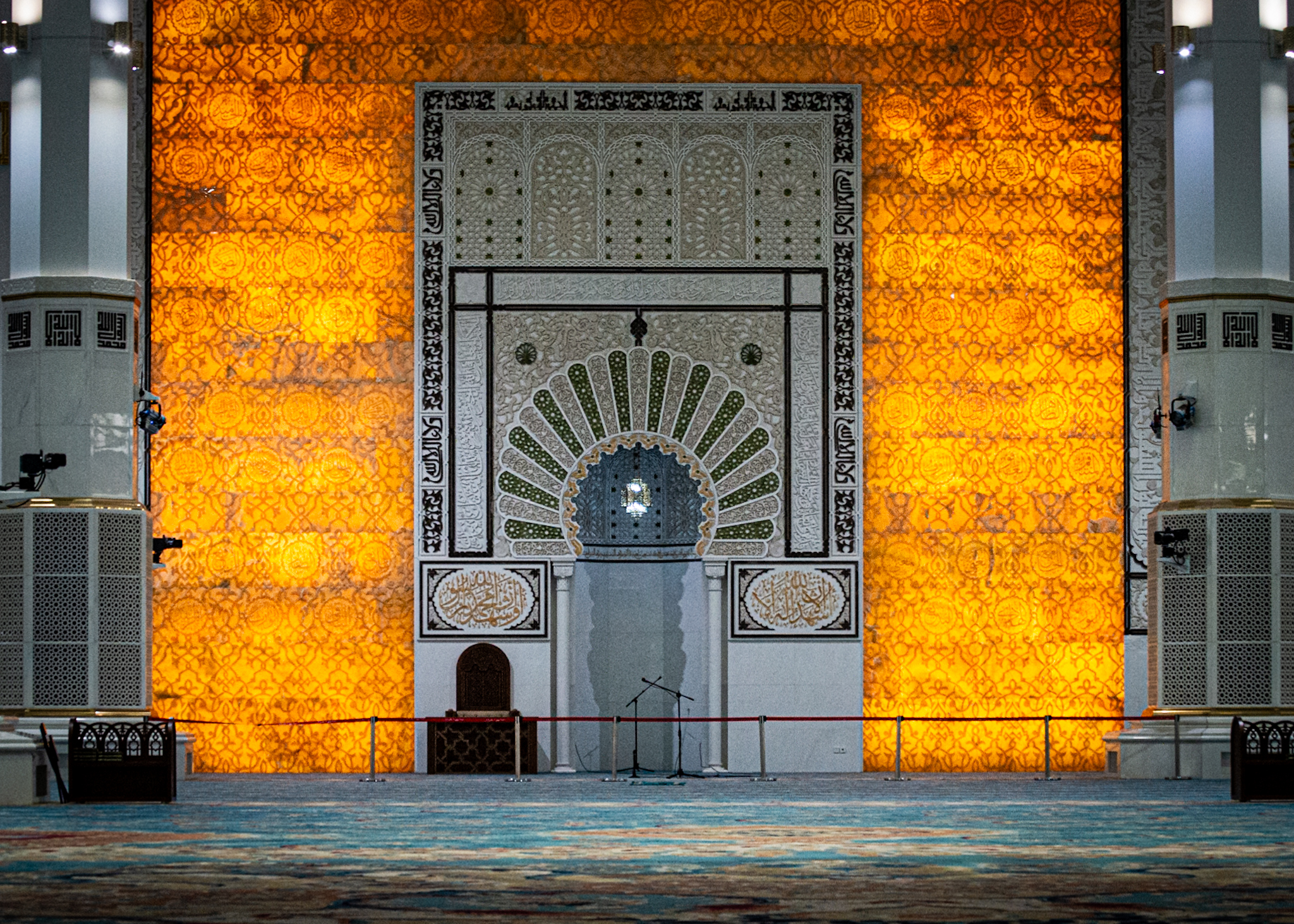
Le mihrab de la mosquée.

La mosquée a bénéficié d'un ornement et d'une décoration confiés à un bureau d'études international spécialisé et réalisés par des artisans algériens. Les travaux de pose du marbre sont accordés aux producteurs algériens. Les meilleurs produits artistiques réalisés localement en Algérie ont été choisis pour la décoration et l'ornement de la Grande Mosquée pour refléter l'authenticité et l'identité algérienne. Le recours au savoir-faire local pour la réalisation des structures de cette mosquée contribue à la sauvegarde du cachet artistique algérien et à la réduction de la facture des importations en matériaux de construction.
Une commission multi-sectorielle a été installée pour examiner tous les détails artistiques inhérents à la forme finale de Djamaâ el Djazaïr en élaborant un cahier des charges détaillé pour toutes les opérations de décoration, d'ornementation, de sculpture et de revêtement des sols, des murs et des piliers de cet édifice religieux qui symbolise l'Algérie indépendante et consacre l'identité de la société algérienne dans ses dimensions arabe et berbère.

### Salle de prière

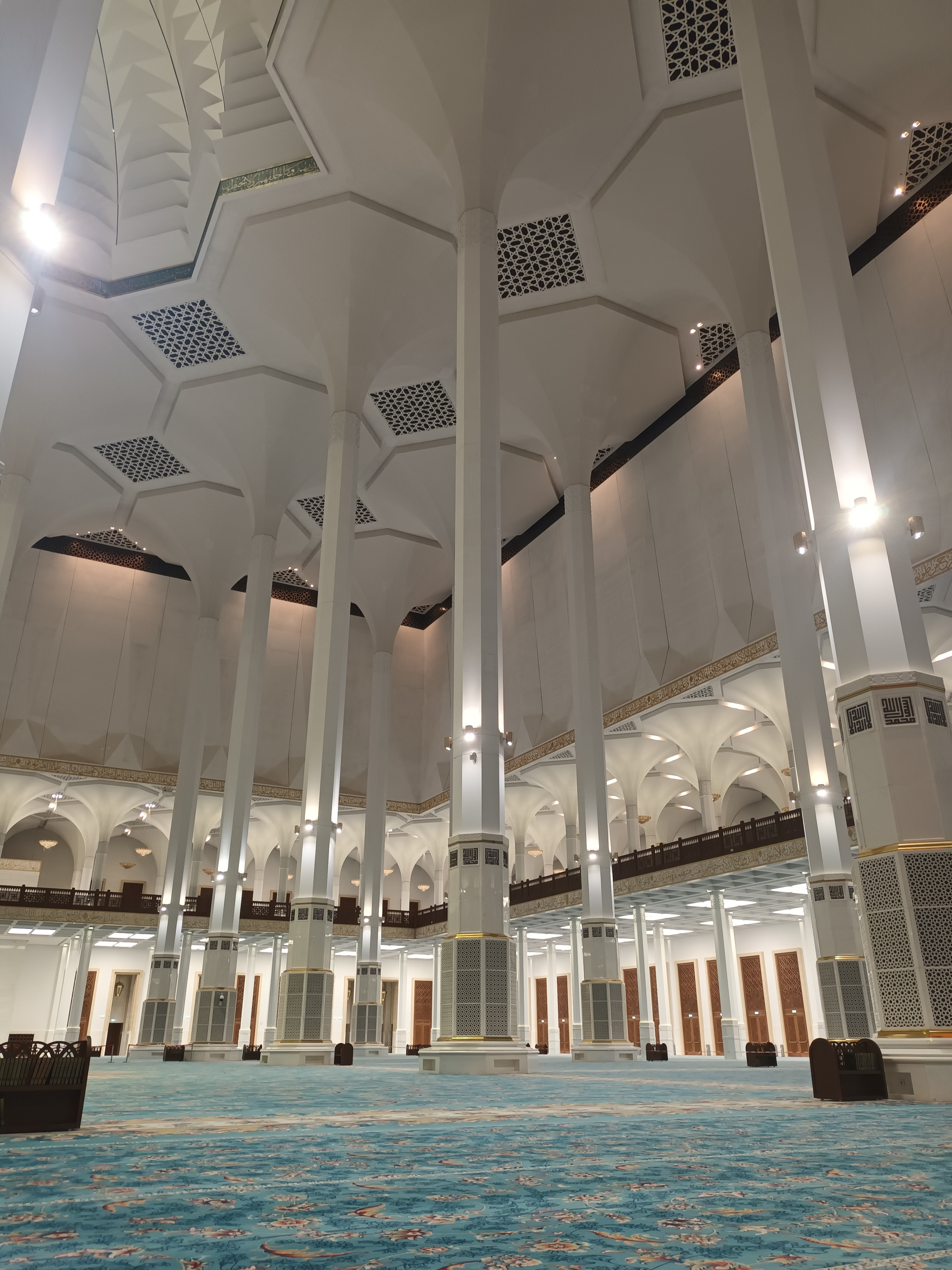
La salle de prière principale de la mosquée.

La mosquée compte une salle de prière d'une superficie de 20 000 m2. La nef centrale de cette salle de prière est entourée de colonnades. Dans la partie est de la salle se trouve le mihrab, réalisé en marbre blanc, qui est utilisé par l'imam pour diriger les cinq prières de la journée. Dans cette partie on trouve le minbar, une haute chaire utilisée comme prêchoir. L'agencement architectonique de cette salle repose sur 618 colonnes octogonales blanches. Ces colonnes ont été fabriquées et livrées par la société allemande Europoles (de). Ces 618 piliers octogonaux en béton, dont les 32 plus grands sont divisés en 3 parties, présentent une longueur totale de 34 m pour un diamètre de 1,62 m.
Ces colonnes sont façonnées à l'aide de béton blanc centrifugé hautes performances fabriqué par un malaxeur spécifique réalisé par le constructeur allemand 
BHS-Sonthofen (de). Les concepteurs de Djamaâ El Djazaïr ont attribué une importance toute particulière aux colonnes qui n’ont en effet pas unique vocation à servir de pilier à l'édifice, mais sont également des éléments d’architecture ornementale. L'esthétisme et l’implantation réfléchie des piliers a permis aux architectes de donner à la mosquée, malgré ses dimensions gigantesques, une allure aérée et inondée de lumière. Étant donné que ces piliers d'une extrême blancheur donnent le cachet architectural à l’édifice, leurs arêtes sont bien saillantes et leurs surfaces ont été réalisées à la perfection.
La salle de prière abrite un lustre de 357 000 cristaux Swarovski, trempé dans un bain d’or de 24 carats, mesurant 13,7 m de diamètre, pesant près de 9,5 tonnes, et suspendu au dôme par 38 câbles d'acier. Il est le plus grand lustre du monde.

### Salles des ablutions
La mosquée compte plusieurs salles d'ablutions, salles où les fidèles se purifient avant de faire leurs prières. Le rite consiste à se laver les mains, la bouche, le nez, le visage, les avant-bras, la tête, les oreilles et les pieds. Elles sont d'une superficie de 4 200 m2 en abritant des fontaines entre grandes et petites, et une centaine de robinets sur la périphérie. Un parvis périphérique de circulation dessert les salles d'ablutions.

### Minaret

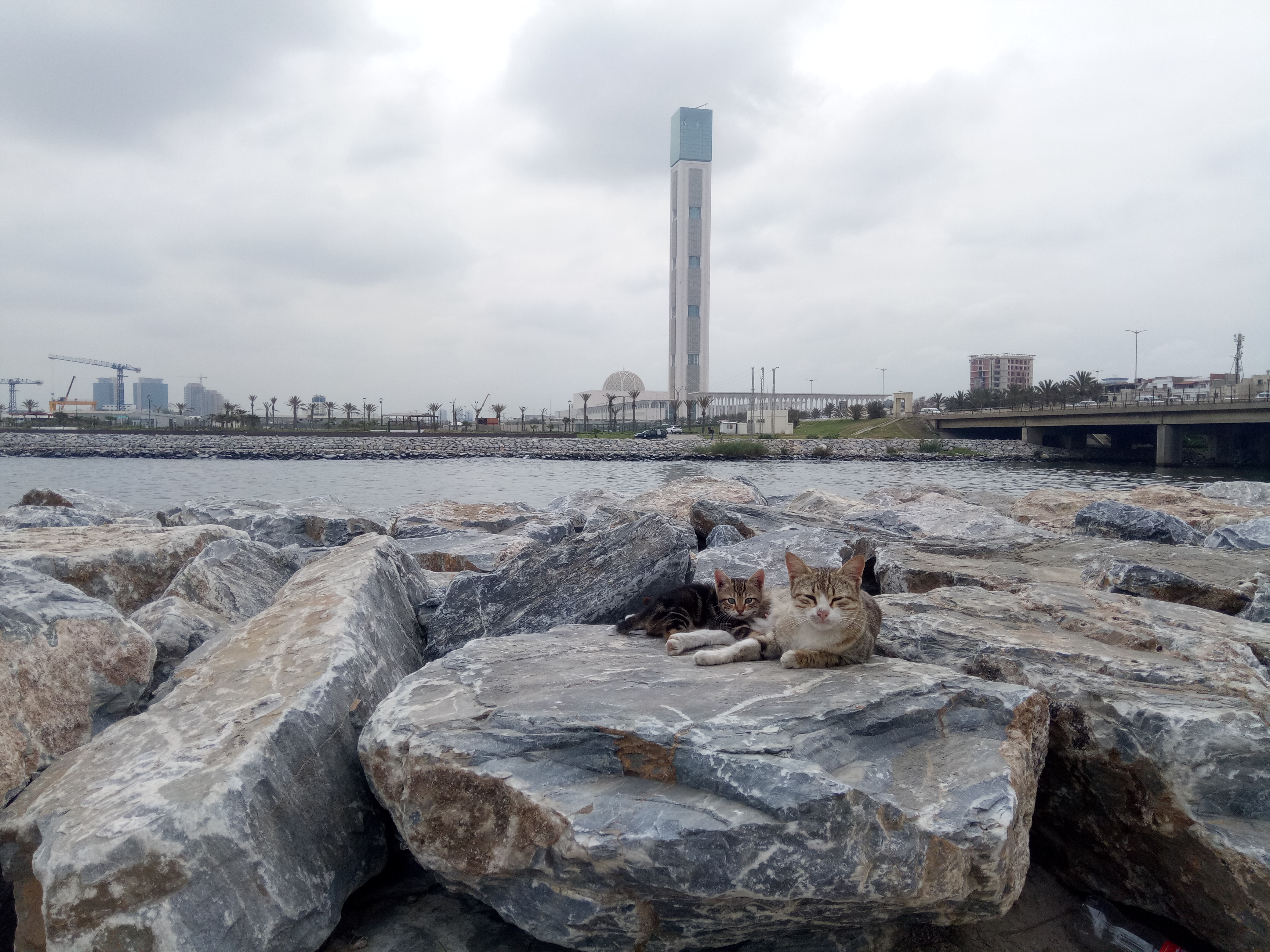
La Grande Mosquée vue depuis Oued El-Harrach.

Le minaret est le plus haut minaret du monde, avec 265 mètres de hauteur, sur 37 étages. Celui-ci se divise en divers secteurs fonctionnels qui sont desservis par deux ascenseurs panoramiques jusqu'à la pointe de la tour. Une aire d'entrée spacieuse, avec un grand foyer, est prévue dans la zone pied du minaret. Un musée, un centre de recherche pour l'art et histoire islamique, quatre « sky-lobbies », une plateforme panoramique se trouvent dans les étages du minaret.
Une tour dynamique ouverte au public qui se distingue par sa hauteur et qui abrite dans ses différents niveaux un espace d'accueil pouvant aussi recevoir des expositions, un musée d'art et d'histoire de l'islam à travers les 15 siècles, repartis sur 15 niveaux, un centre de recherche de l'histoire de l'Algérie, une plateforme d'observation de la baie d'Alger et ses environs ainsi que des commerces et un restaurant.

### Coupole

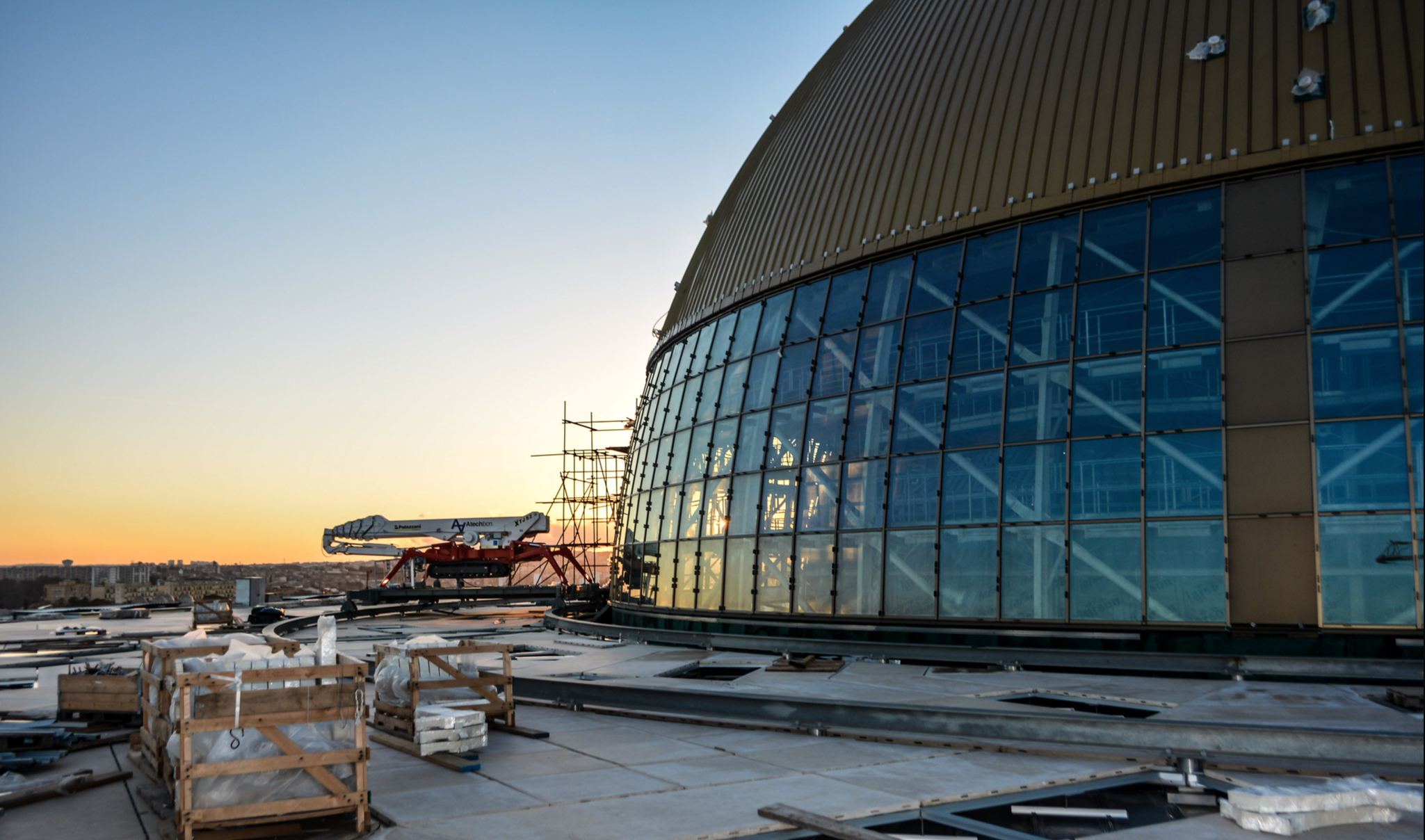
La coupole en travaux.

Cette mosquée est dotée d'une coupole qui couvre la salle de prière. Cette coupole a été réalisée en Chine et envoyée de Shanghai le 6 mai 2016 pour être placée après le mois de Ramadan 2016.
Cet hémisphère, d'un diamètre de 50 mètres, culmine à une hauteur de 70 mètres en couronnant la salle de prière. Ainsi que le toit de la salle de prière qui s'élève à 45 m de haut supporte la coupole de 50 m de diamètre et d'une hauteur de 70 mètres,. La Coupole est équipée d'un paratonnerre de 6,5 mètres, orné de trois boules et d'un gigantesque croissant de lune, le tout entièrement recouvert de feuilles d'or.

## Système parasismique
Djamaâ El Djazaïr a été construit en respectant les paramètres modernes parasismiques pour sécuriser ce complexe islamique d'envergure grâce au génie parasismique. Puisque le site algérois où est implantée cette mosquée est le siège d'une activité sismique à cause de failles actives mises en évidence par les campagnes marines effectuées entre 2003 et 2005, le système parasismique de l'édifice religieux est conçu pour la zone III au vu de son aléa sismique élevé.
Les groupements d'étude et de réalisation retenus pour Djamaâ El Djazaïr ont ainsi tous réalisés de grands projets dotés d'un système parasismique très développé.

### Salle de prière
Pour que l'ouvrage résiste à un séisme majeur, c'est dans le sous-sol de l'imposante salle de prières qu'a été réalisé le dispositif clé de la résistance au tremblement de terre au travers d'un système d'isolation sismique composé de 250 isolateurs. Une technique « sans faille », conçue et testée « dans les grands » laboratoires du monde.
La Grande Mosquée est en mesure de résister à un séisme majeur de 7,3 degrés sur l'échelle ouverte de Richter en utilisant une combinaison d’isolateurs et d’amortisseurs visqueux, en plus de toute une série de voiles en béton armé dans les deux directions nord, sud et est, ouest.
La salle de prières est reliée à la fondation par l'appareil appelé isolateur sismique qui transmet, quand le mouvement sismique se produit, la contrainte d’abord à la fondation avant d’atteindre la structure, tout en réduisant la force sismique deux à cinq fois.

### Minaret
La conception du minaret a été faite sur la base d'une étude de microzonage menée par le Centre national algérien de recherche appliquée en génie sismique (CGS).
Les études de sol ont permis de classer le site de Mohammadia en S2, c’est-à-dire un site bon, qui est ferme et vient juste après le site rocheux. Les études ont permis aussi de prouver qu’il n’y a pas de risque de liquéfaction ou de glissement de terrain, en cas de tremblement de terre, comme l'a confirmé le Laboratoire national de l’habitat et de la construction (LNHC).
Pour le minaret, une stratégie de défense différente contre les séismes a été choisie par les concepteurs du projet, qui ont « opté pour des fondations profondes avec barrettes profondes. Les fondations du minaret, il y a à partir du niveau zéro trois sous-sols sous forme de cage plus un radier solide et armé de trois mètres et des barrettes en forme de pieux rectangulaires qui sont au nombre de 60 qui descendent jusqu’à 60 m de profondeur et avec 1,2 m d’épaisseur, en plus du système de contreventement. L'accès à ce minaret minart sera payant.

## Géologie
La Grande Mosquée a été bâtie sur un terrain géologique présentant des sédiments superficiels et profonds situés sur la berge orientale de l'Oued El Harrach et non loin de la rive de la baie d'Alger. Le bassin sédimentaire, sur lequel a été construit la mosquée, est un atténuateur d'onde sismique. La terrasse alluviale, située sur le versant est de l'Oued El Harrach, est constituée par des alluvions déposées par le cours d'eau qui se déverse dans la Méditerranée. Les concepteurs du projet de Djamaâ El Djazaïr ont pris en compte la structure du delta de l'Oued El Harrach pour sa sécurisation parasismique.
La diagenèse des sédiments de l'Oued El Harrach leur a permis d'être transformés en roches sédimentaires situées à faible profondeur. Cette faible profondeur a donné une consistance aux fondations de la mosquée et de son minaret en donnant un degré de liberté aux isolateurs sismiques qui protègent les bâtiments de ce complexe islamique. La sédimentologie des roches sédimentaires de cette zone a permis d'assurer la faisabilité du projet.

### Polémique concernant les risques d'effondrement
Depuis son lancement en 2012, le projet a été ouvertement critiqué quant à la résistance de son minaret face à un séisme majeur. En effet certains avaient fait planer le doute sur la faisabilité d’un édifice aussi haut sur un terrain argileux et marécageux ; des rumeurs laissaient entendre que la taille du minaret serait peut-être revue à la baisse mais sans tarder le ministre de l'habitat Abdelmadjid Tebboune a mis fin à ces dernières en affirmant que « la taille du minaret restait à 267 m »[réf. nécessaire].
Le projet initialement prévu pour être achevé en 2015 a finalement pris du retard à la suite de la demande du groupe allemand Krebs chargé de la réalisation de l’édifice après avoir soulevé des problèmes techniques sur la stabilité du minaret, en affirmant néanmoins qu'il existait des solutions techniques mais qu’il fallait du temps pour leur mise en œuvre.
En 2016, alors que le projet a bien avancé, le directeur de l'entreprise de BTP a voulu rassurer tout le monde lors d’une interview en déclarant : « Que les Algériens soient rassurés, ni la mosquée, ni le minaret ne s’effondreront en cas d’un fort séisme. Prétendre le contraire relève de la pure polémique ». Allant dans le même sens, le docteur Mohamed Belazougui, directeur du Centre national de recherche appliquée en génie parasismique (CGS) a confirmé qu’il n’y a aucun danger, ni sur les usagers, ni sur l’ouvrage lui-même.

## Gestion et administration

### Surveillance et sécurité
La mosquée est équipée de 900 caméras de surveillance et compte 600 travailleurs permanents.

### Anargema
L'Agence nationale de réalisation et de gestion de Djamaâ El Djazaïr (Anargema) a été créée par le décret no 05-137 du 25 avril 2005, modifié et complété par le décret no 14-317 du 12 novembre 2014. Le même décret no 14-317 du 12 novembre 2014 a transféré la tutelle de l'Anargema du ministère des Affaires religieuses et des Wakfs vers le ministère de l'Habitat. L'Anargema qui est la structure étatique algérienne de suivi de la réalisation et de la gestion de Djamaâ El Djazaïr. Elle est ainsi le maître d'ouvrage de cet édifice religieux. pour le compte de l'État algérien.

Pour accomplir sa mission de réalisation, d'administration et de gestion de Djamaâ El Djazaïr, l'Anargema est chargée notamment de la réalisation du Djamaâ El-Djazaïr conformément au dossier technique élaboré à cet effet en coordination avec les services concernés du ministère de tutelle; de la coordination des actions des institutions et organismes concernés par la réalisation du projet ; de l'initiation de toute autre action visant à la mise en œuvre de son objectif; de la gestion de la mosquée et l'exploitation de ses annexes et la prise en charge de leur entretien, leur développement, et leur modernisation; de la prise en charge de toutes les opérations commerciales, foncières, industrielles et financières liées à son objet et de l'entretien de relations de coopération avec les institutions et les organismes similaires.
| N° | Directeur              | Début           | Fin                        |
| -- | ---------------------- | --------------- | -------------------------- |
| 01 | Mohamed Lakhdar Alloui | 2008            | 13 novembre 2013           |
| 02 | Mohamed Guechi         | 25 octobre 2015 | 16 juillet 2017 (Retraite) |

### CTC
L'Organisme national de contrôle technique de la construction (CTC) qui a pris en charge le projet du Djamaâ El Djazaïr dès sa première conception. Avec une équipe de 15 cadres sur le chantier que l'intervention consiste à contrôler les plans et les travaux effectués sur place.
Les équipes du CTC sont soutenues par des expatriés algériens qui connaissent bien le dossier et qui disent que le bâtiment a une résistance très élevée au séisme. Les capacités du CTC sont avérées pour contrôler les travaux de réalisation d’un ouvrage de la taille du Djamaâ el Djazaïr. Le CTC est en avance en ce qui concerne les normes parasismiques et est parmi les premières institutions algériennes à accueillir les nouvelles technologies.

### Recteurs
- Cheikh Mohamed Mamoune El-Kacimi El Hassini, (10 mars 2022-)[63],[64]

## Galerie

Sélection de vues
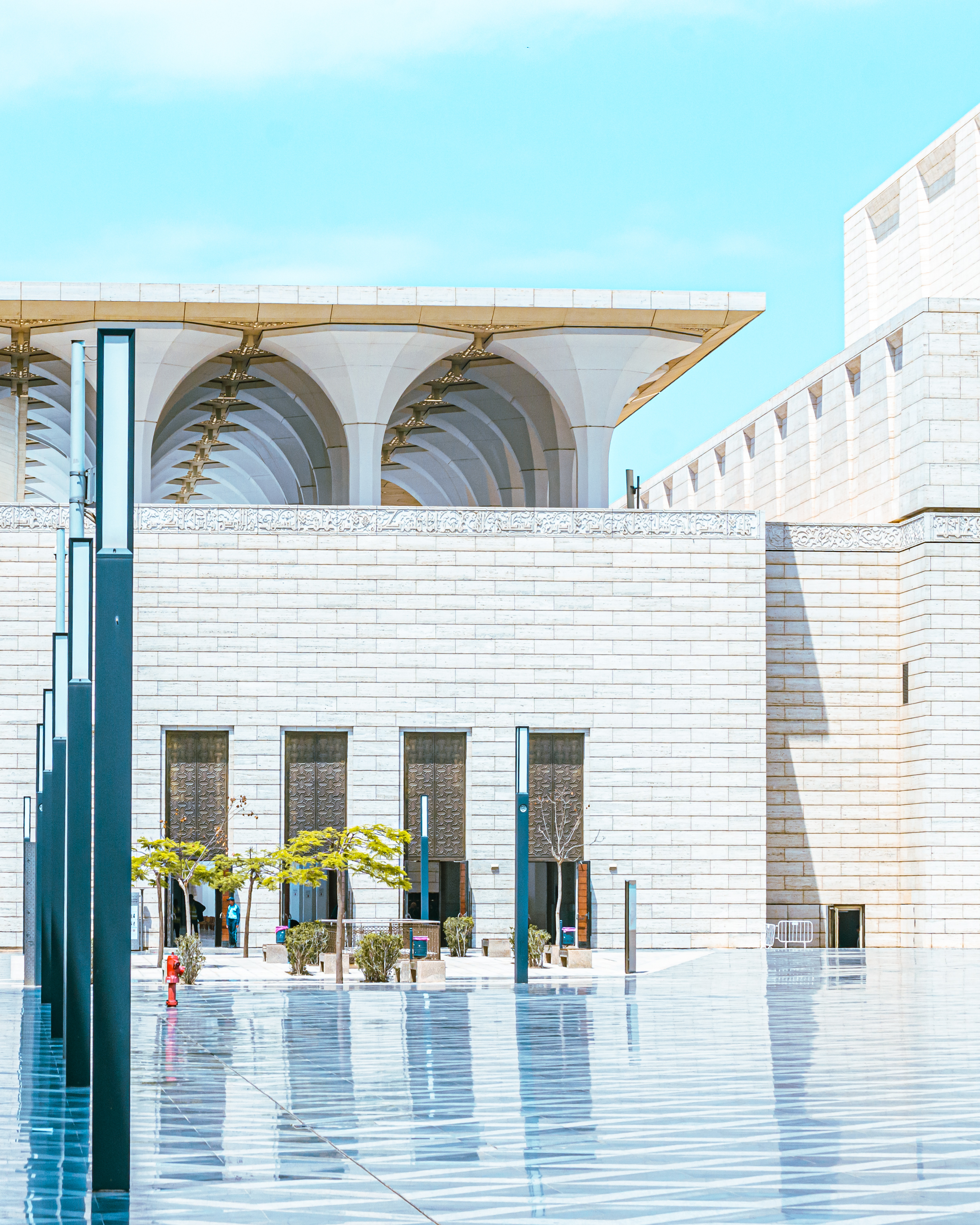
La cour de la Mosquée.
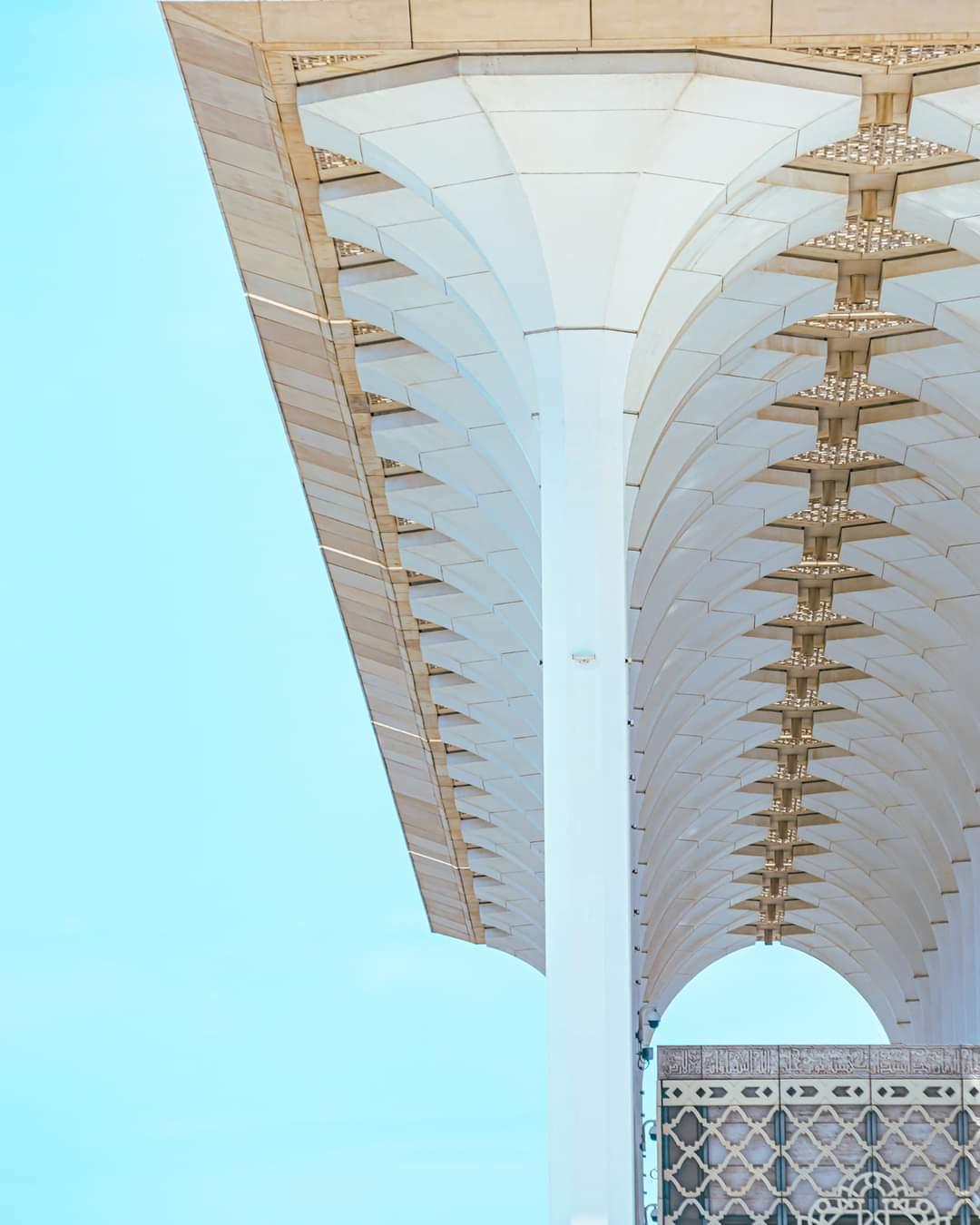
Architecture des piliers.
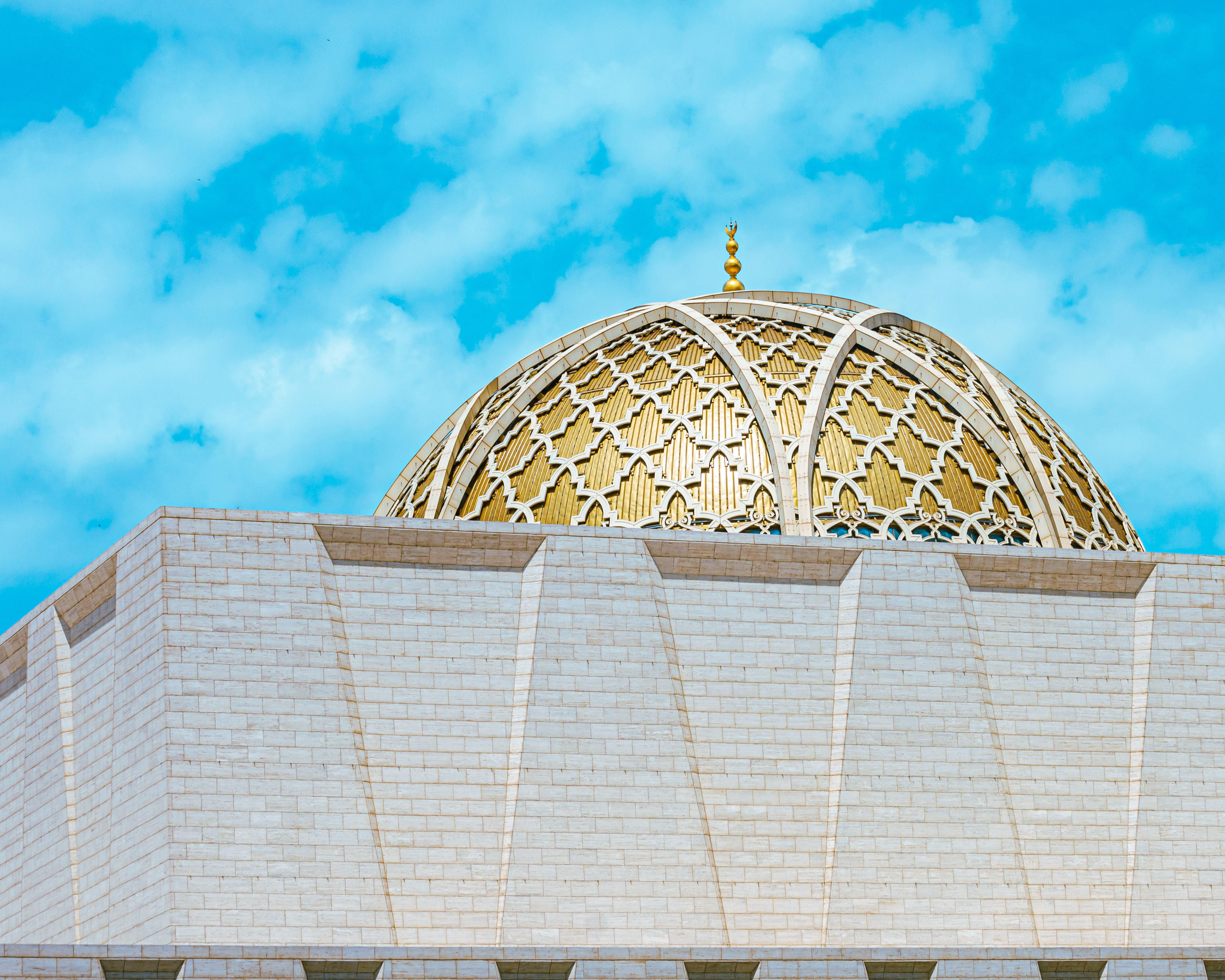
La coupole.
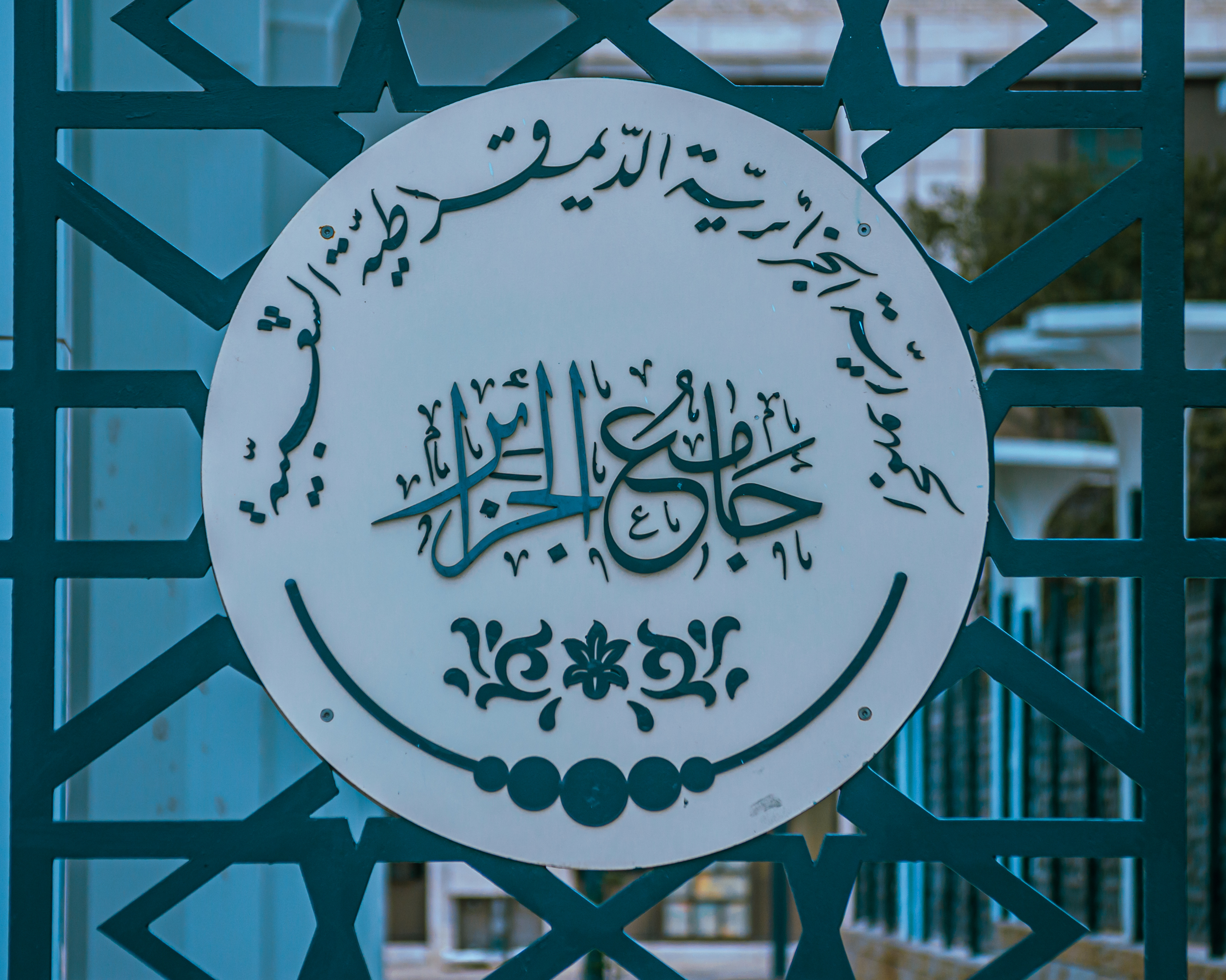
Logo de la mosquée en typographie arabe.
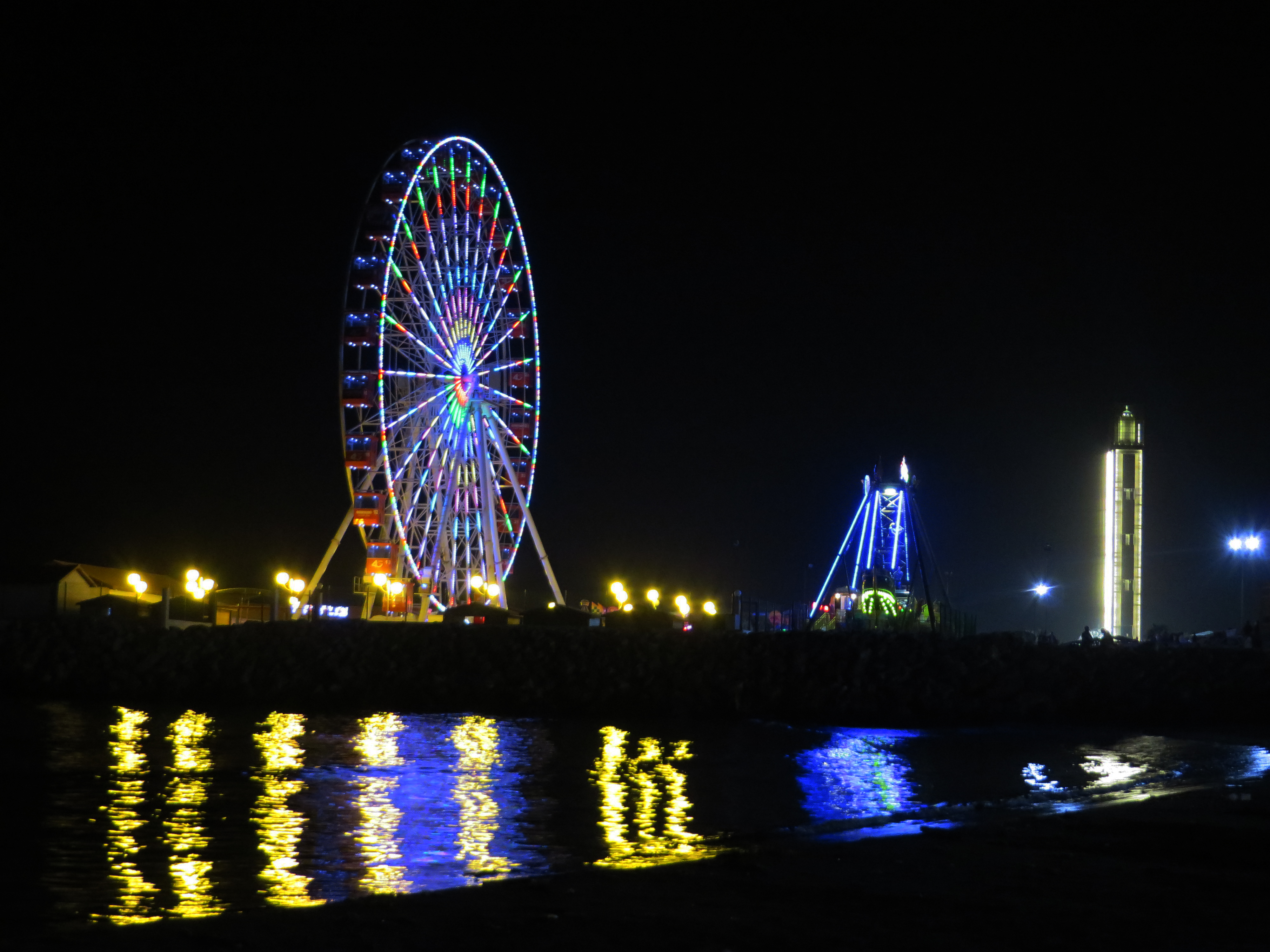
Visibilité du minaret de la mosquée à partir de la marina d'Alger, là où se trouve la grande roue d'Alger.
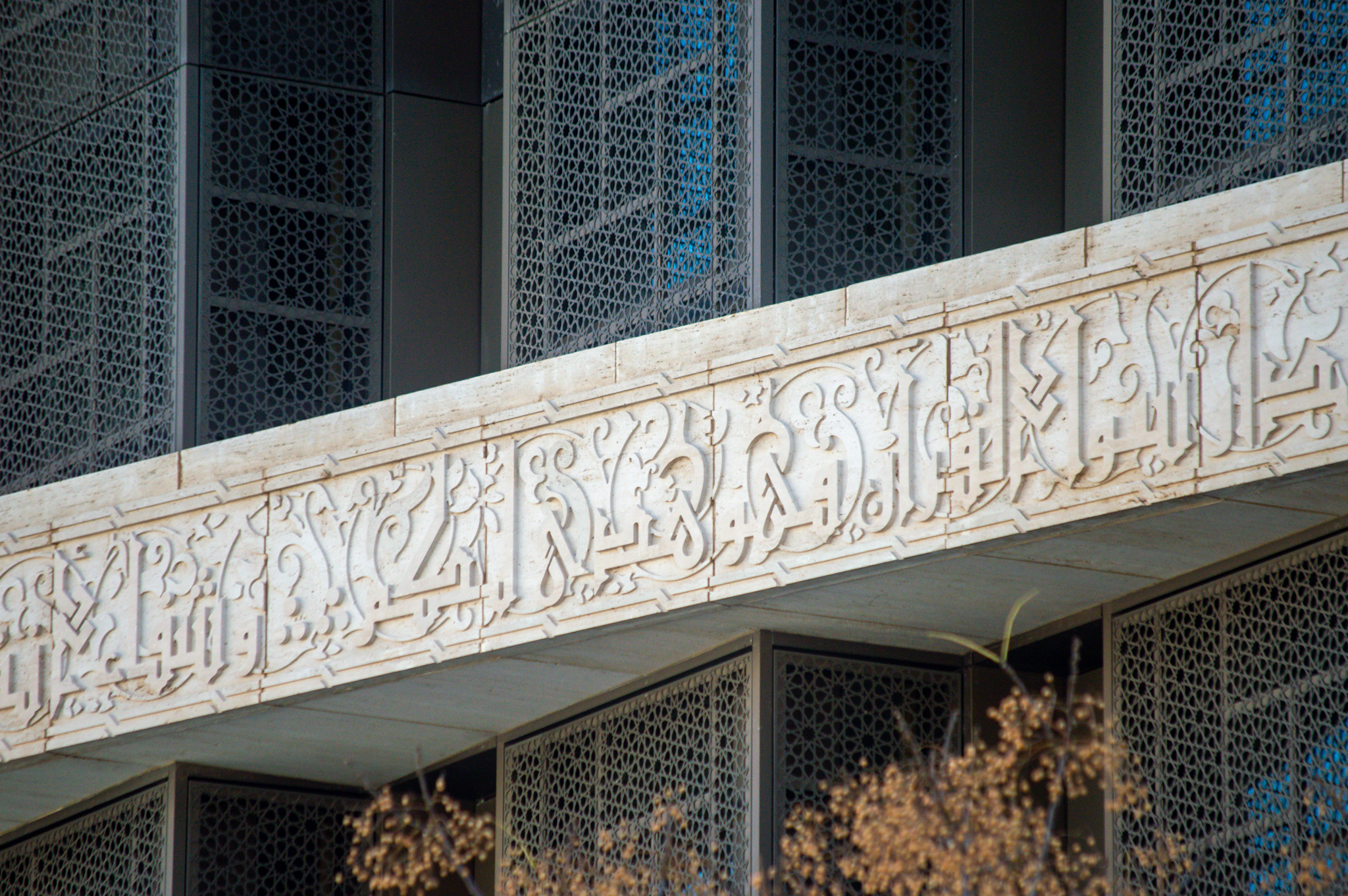
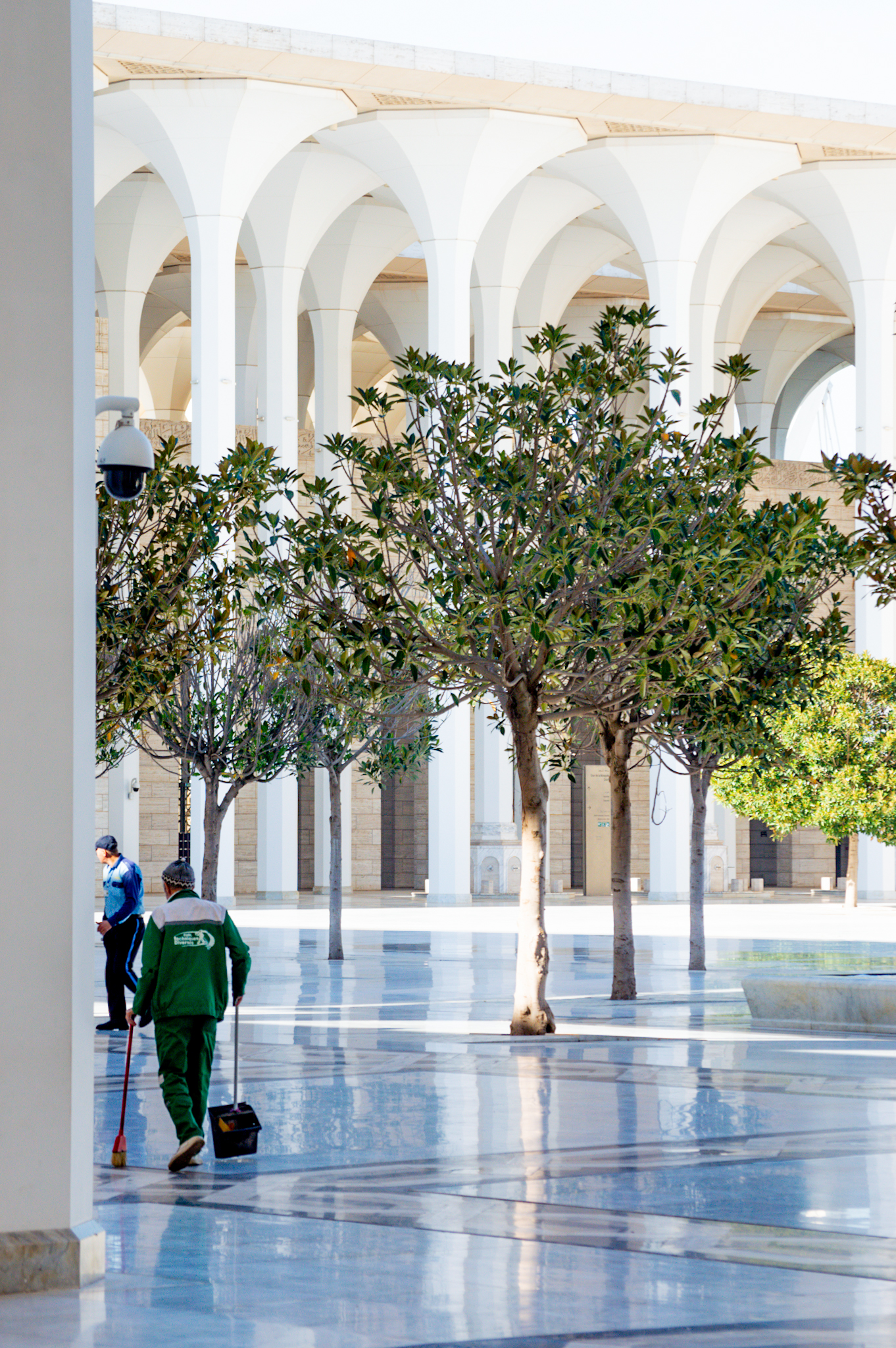
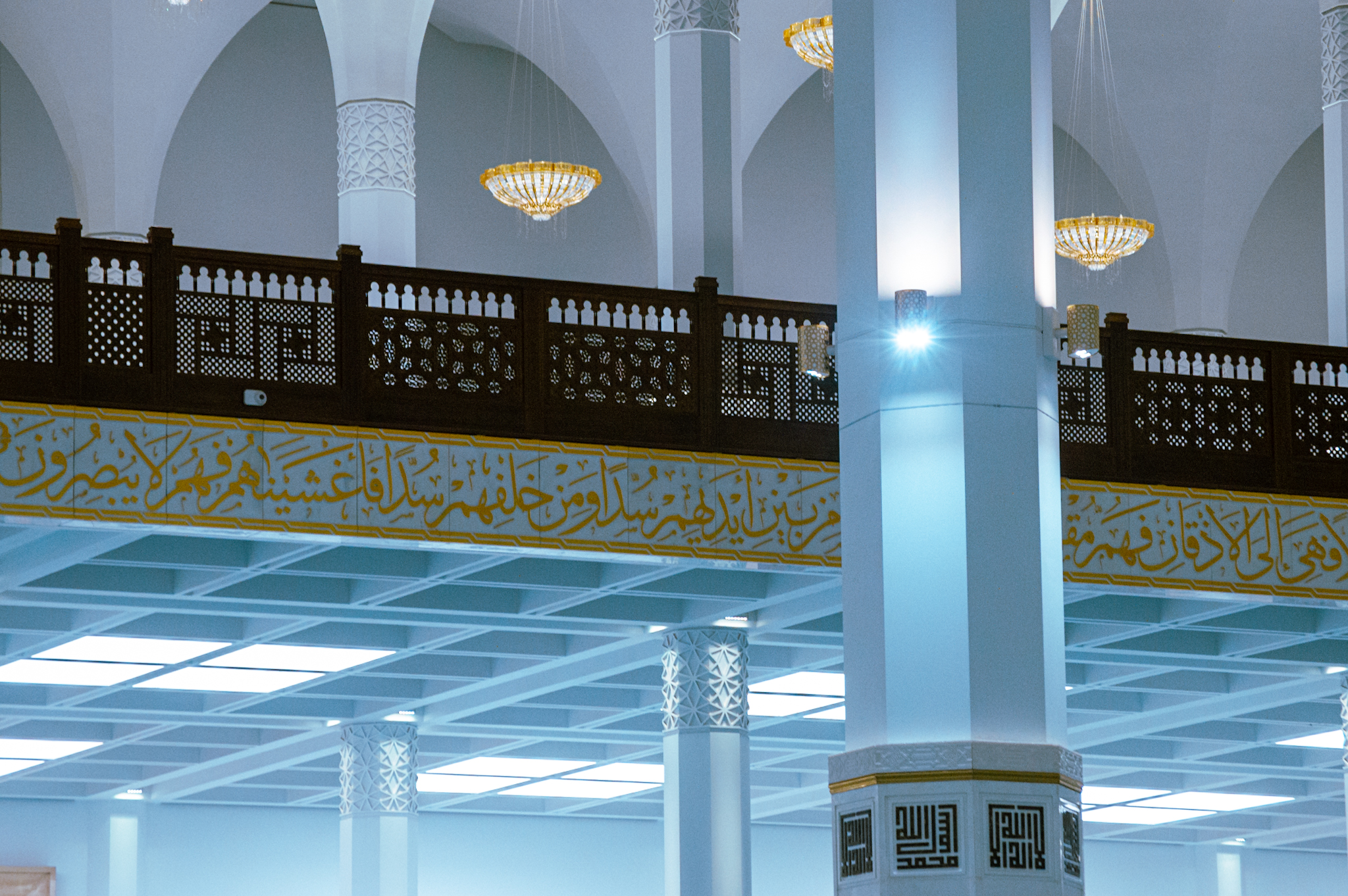
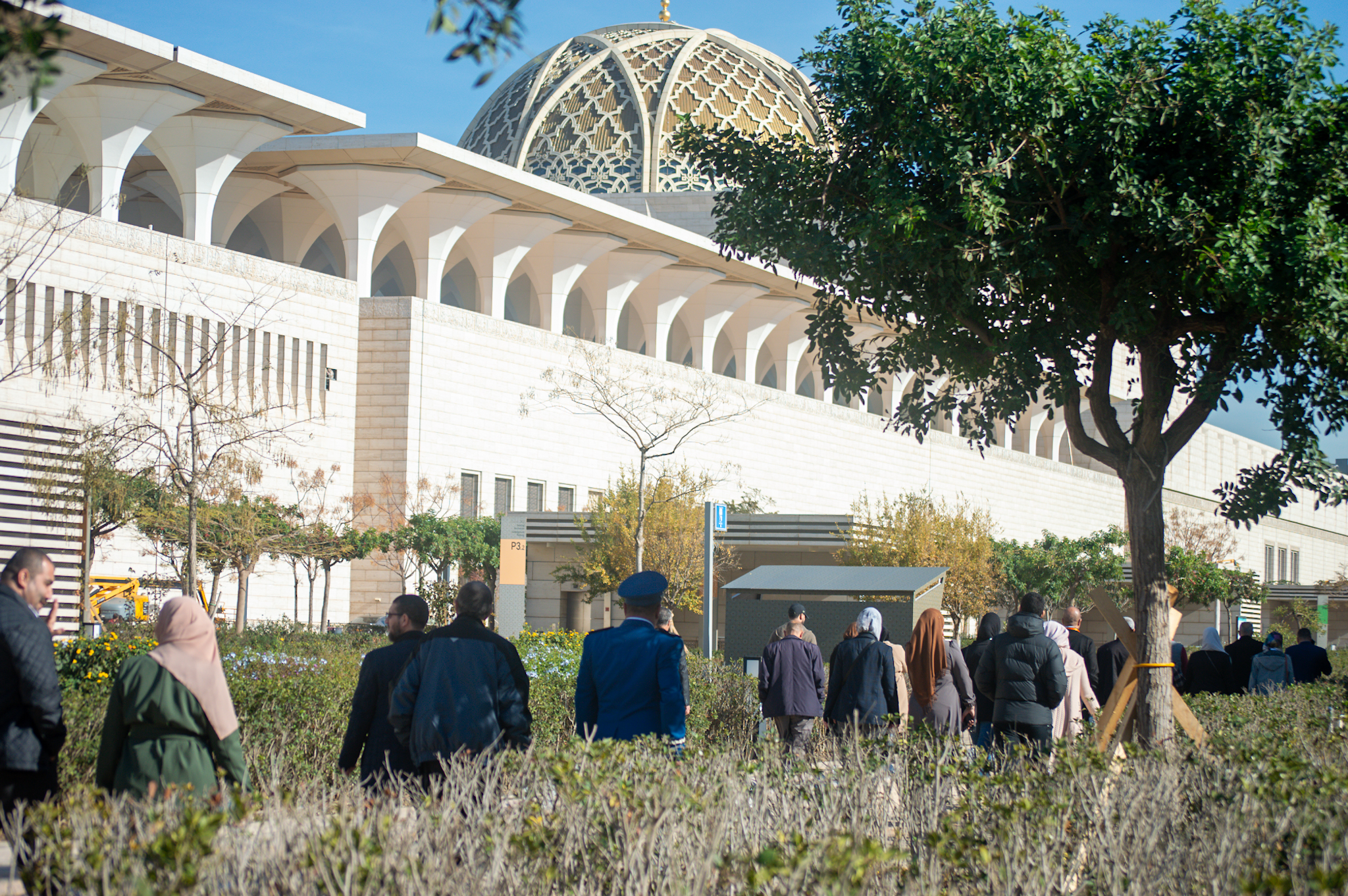
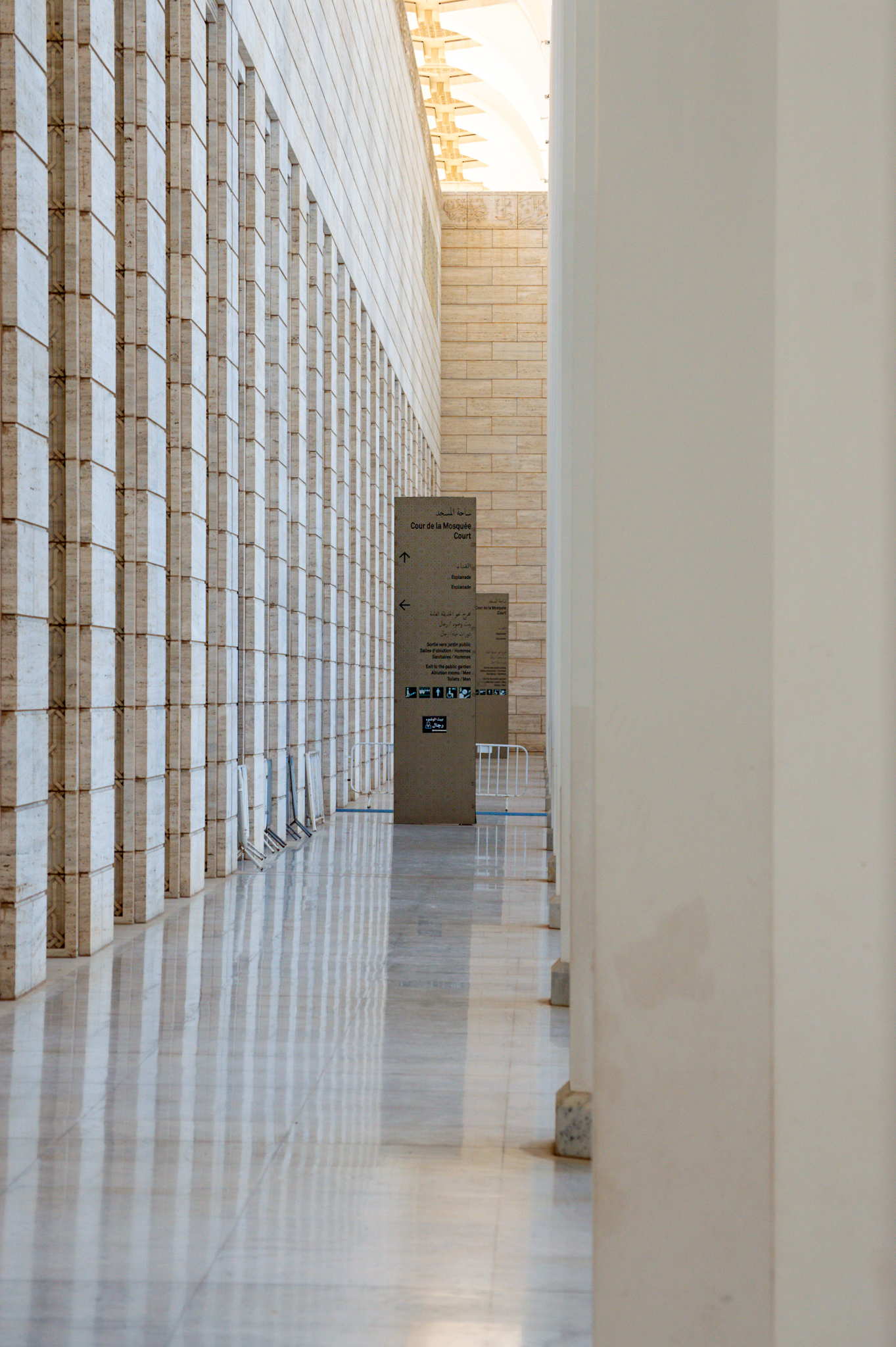
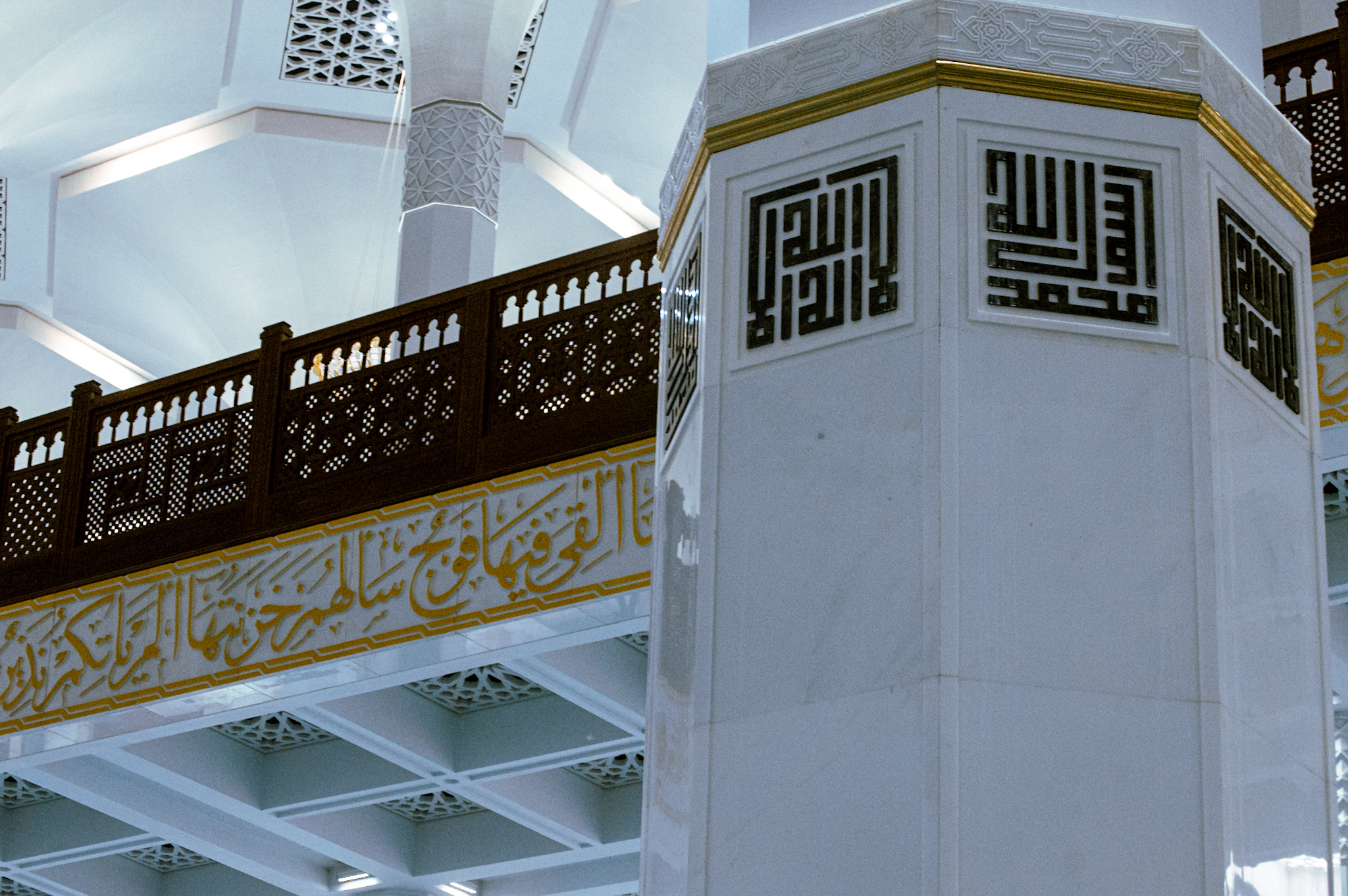
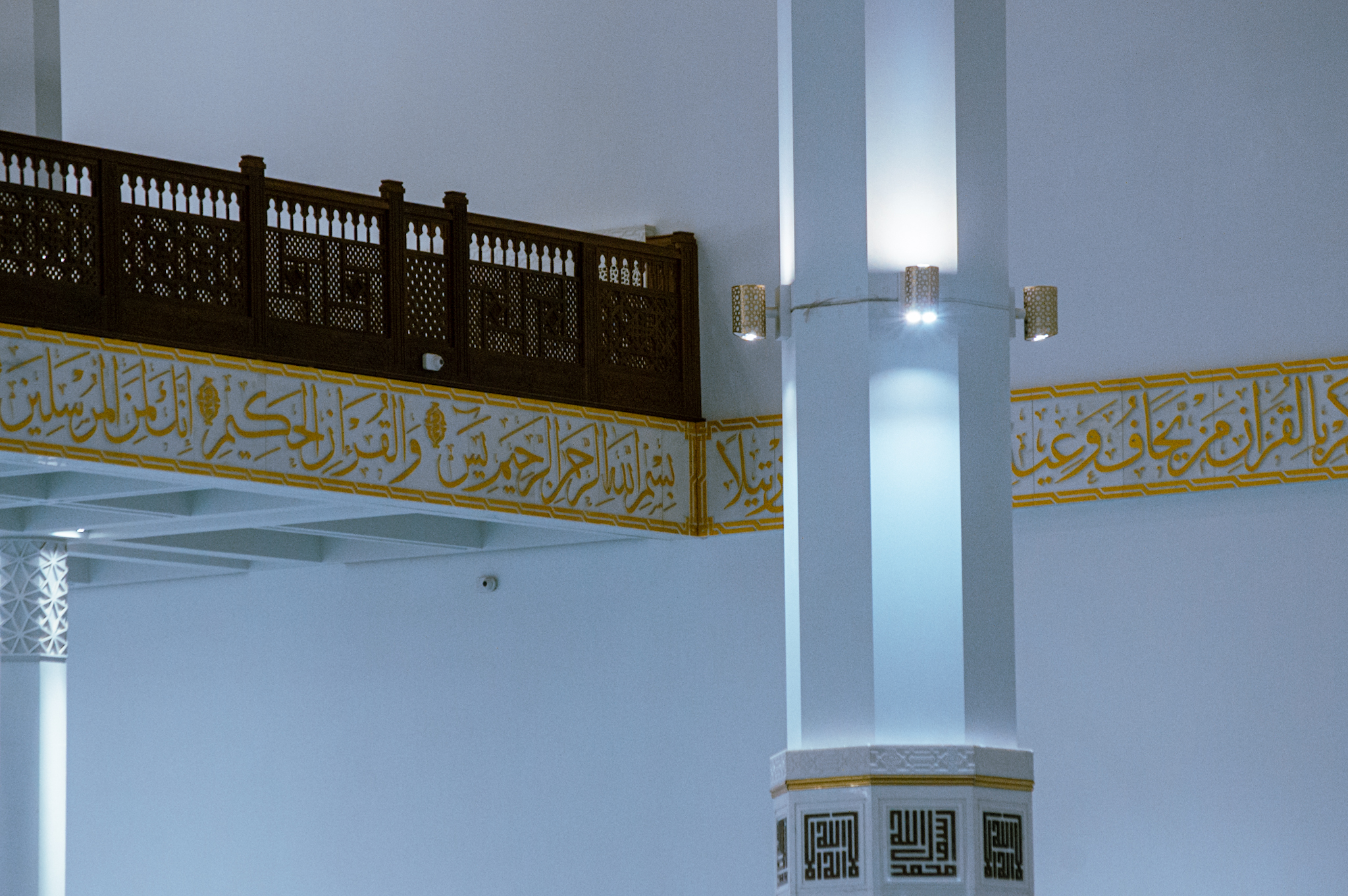
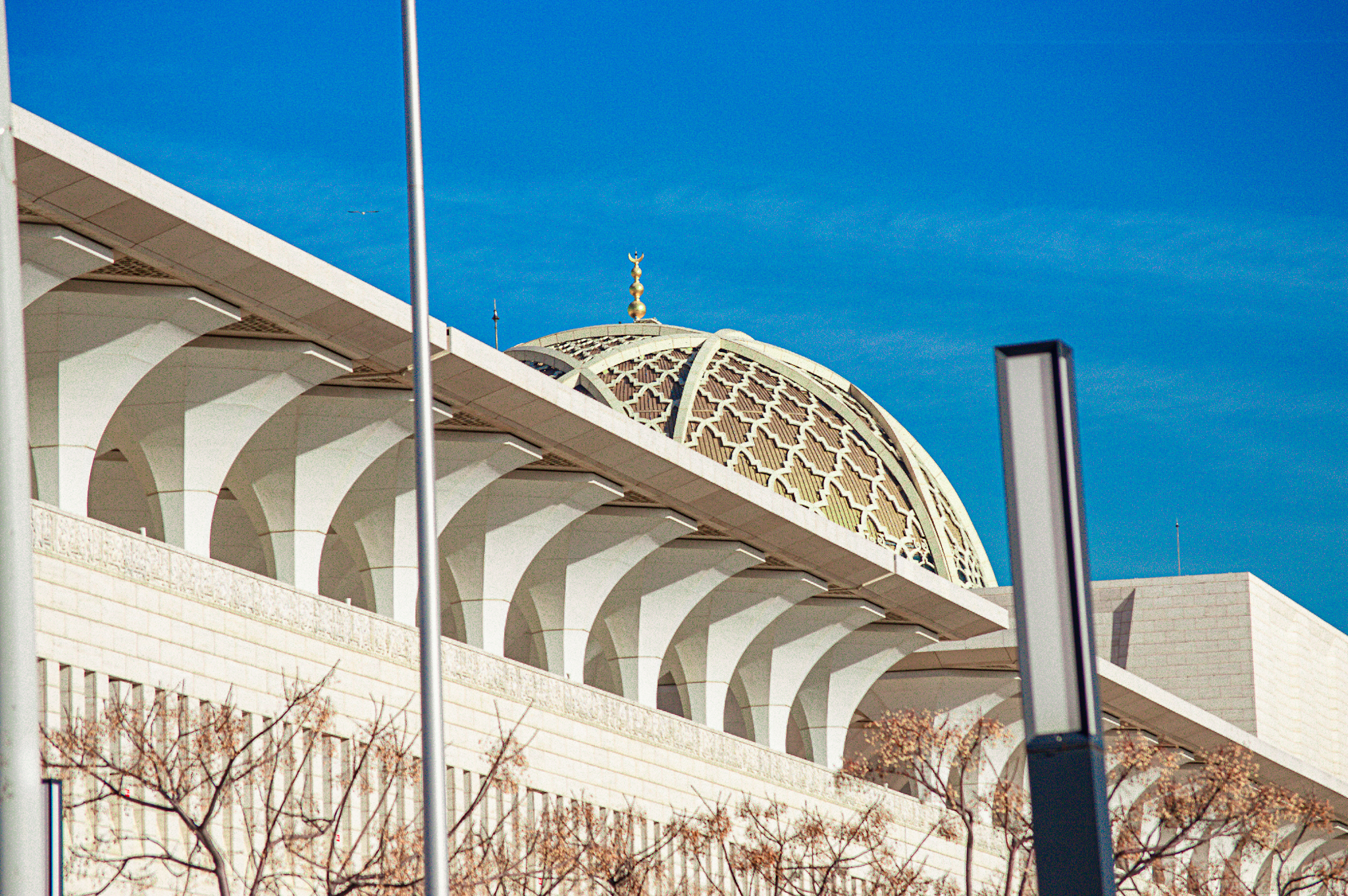
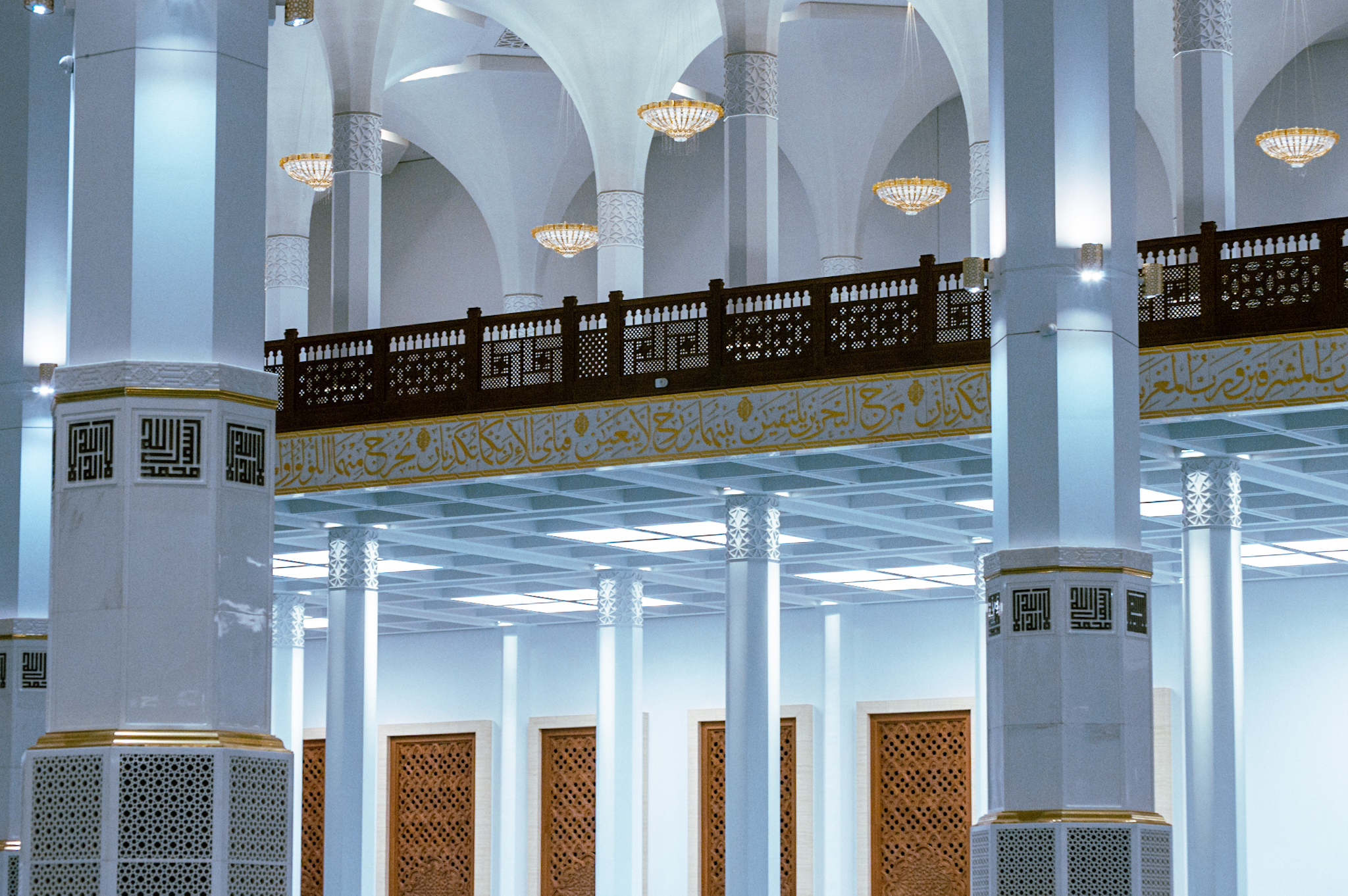

## Identité visuelle
Initialement, la mosquée utilisait un premier logo gravé à l'entrée, conçu avec une typographie arabe et des éléments décoratifs islamiques. Cependant, lors de son inauguration officielle et de la création des comptes officiels de la mosquée sur les réseaux sociaux à la fin de février 2024, un nouveau logo spécialement conçu pour les plateformes en ligne a été adopté, différent de celui présent sur la mosquée.

Logo utilisé sur les réseaux sociaux.
Logo gravé à l'entrée de la mosquée.

## Accès

### Voies routières

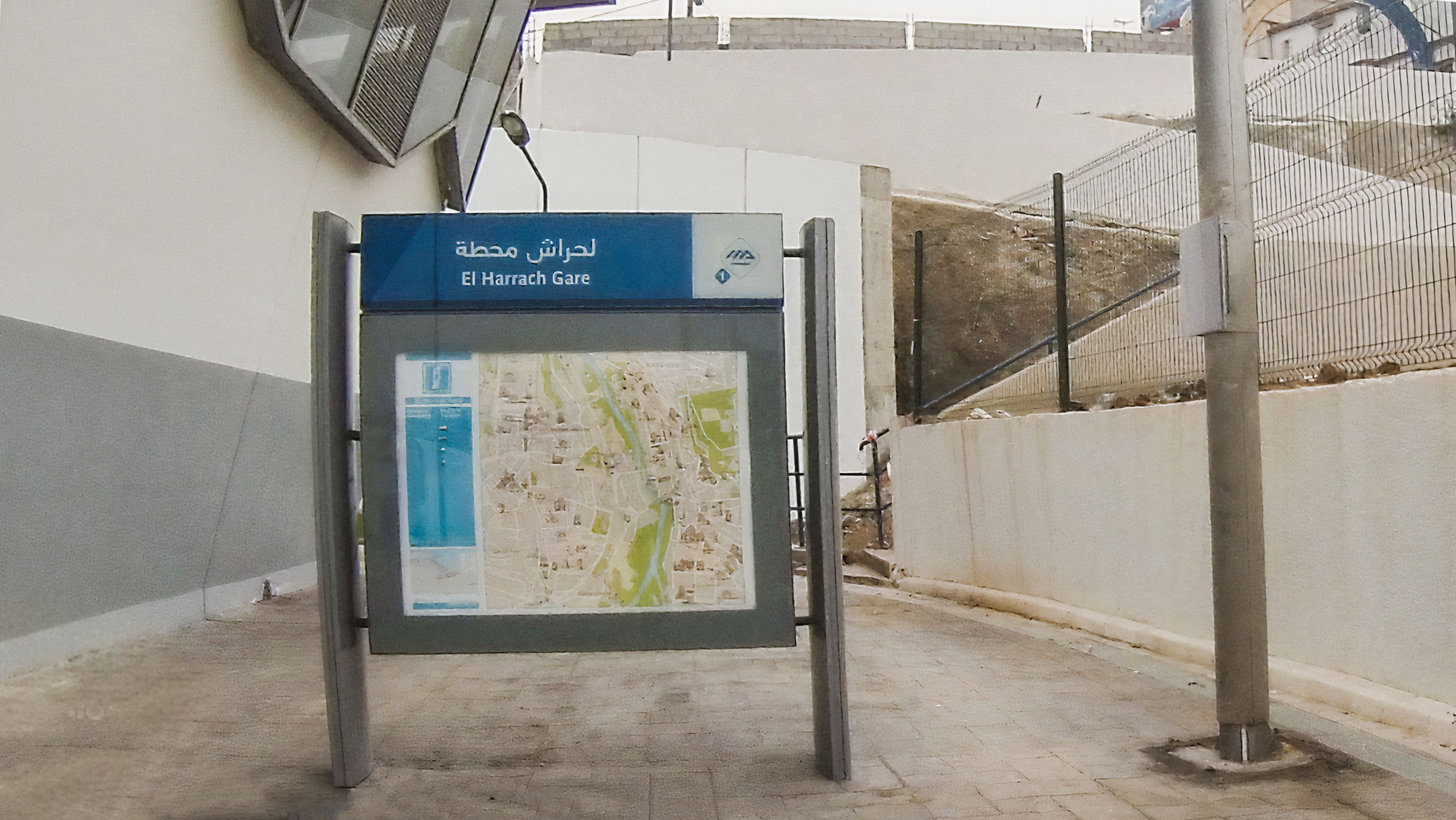
Parvis de la station de métro El Harrach Gare.

Plusieurs voies et moyens d'accès mènent à Djamaâ El Djazaïr à partir de la banlieue algéroise. On peut y accéder en voiture par la rocade nord d'Alger en prenant la sortie Mohammadia/Grande Mosquée.

### Transports en Commun
Le tramway d'Alger permet d'accéder par les stations de métro Pont El Harrach et Bellevue où il faudra marcher environ 10 minutes pour rejoindre la Mosquée.
La ligne     19  passe à proximité de la Grande Mosquée, ce qui peut la relier à la ligne de métro   ou bien au  via la Gare du Caroubier.
Il sera bientôt possible d'y accéder en bateau via le projet de la Marina d'Alger, au nord de la mosquée, où sera construite une gare maritime.
Cette mosquée est dotée d'un héliport.